# Панчасила
Панчаси́ла (Па́нча-си́ла; индон. pancasila [pantʃaˈsila], прослушатьо файле) — официальная индонезийская философская доктрина. Буквально: Пять основ или Пять принципов. Название состоит из двух слов старо-яванского языка, санскритского происхождения: पञ्च pañca (пять) и शीला sīla (принципы, основы).
Состоит из следующих принципов:
1. вера в единого Бога;
2. справедливая и цивилизованная гуманность;
3. единство страны;
4. демократия, направляемая разумной политикой консультаций и представительства;
5. осуществление социальной справедливости для всего народа Индонезии.

Принципы были сформулированы в 1945 году, незадолго до провозглашения независимости Индонезии. В июне 1945 года была создана специальная комиссия для выработки идеологических основ нового государства. На первых заседаниях индонезийские политики не могли выработать согласованного решения. Мусульманские делегаты требовали создания исламского государства, что было неприемлемо для светских националистов и адептов иных конфессий. В решающий момент выступил будущий первый президент Индонезии Сукарно. Он и предложил пять принципов организации нового государства, вскоре названных «Панчасила».